# Camilla Erculiani
Camilla Erculiani (Pádua, Italia 1554 - ?, Italia, 1584-85) ,também conhecida como Camilla Herculiana,  foi uma farmacêutica, escritora, filósofa natural italiana e defensora das mulheres durante o início do período moderno. Publicou um livro, em forma de cartas-ensaios, sobre suas opiniões sobre temas de ciência e filosofia natural. A Lettre di philosophia naturale (ou Cartas sobre Filosofia Natural) de Erculiani foi publicada em 1584. 
Devido as teorias apresentadas em seu trabalho, ela foi levada a julgamento pela Inquisição Romana sob a acusação de suspeita de heresia pela "indefinição das fronteiras entre a filosofia natural e a teologia". Embora os registros do julgamento tenham sido perdidos, especula-se que Erculiani provavelmente foi perdoada.

## Vida pessoal

Província de Pádua, na Itália

Muitas das especificidades da vida pessoal de Camilla Erculiani são desconhecidas. Esta boticária residia em Pádua, na Itália, província do Vêneto; uma comunidade que foi particularmente ativa em atividades médicas e científicas no início da era moderna. Na verdade, Galileu deu aulas na Universidade de Pádua nessa época. Além disso, Pádua, na Itália, foi um dos primeiros locais a ostentar um jardim botânico em 1545.
Camilla era filha do comerciante de especiarias Andrea Greghetti, um homem "bastante rico" na sociedade que possuía vários terrenos e casas. Além disso, Camilla era uma dos seis filhos. Ela tinha dois irmãos chamados Andrea e Giorgio, e três irmãs chamadas Isabella, Lucrezia e Pulisena. Camilla foi casada duas vezes e mãe de seis filhos. Seu primeiro marido, Aloviso Stella, era dono de uma farmácia chamada Tre Stelle, localizada na cidade de Sant'Andrea, em Pádua. Juntos, o casal teve “pelo menos um filho, um filho chamado Melchioree ou Marchioro”. Camilla casou-se novamente após sua morte, que ocorreu entre 1569 e 1571. Seu segundo marido, Giacomo Erculiani, também era farmacêutico. Ele herdou o papel de proprietário do Tre Stelle. Camilla e Giacomo acabaram tendo cinco filhos juntos. Os detalhes e a data de sua morte permanecem um mistério, mas é provável que ela tenha morrido após 1584.

## Análise profissional de Erculiani

### Farmacêutica

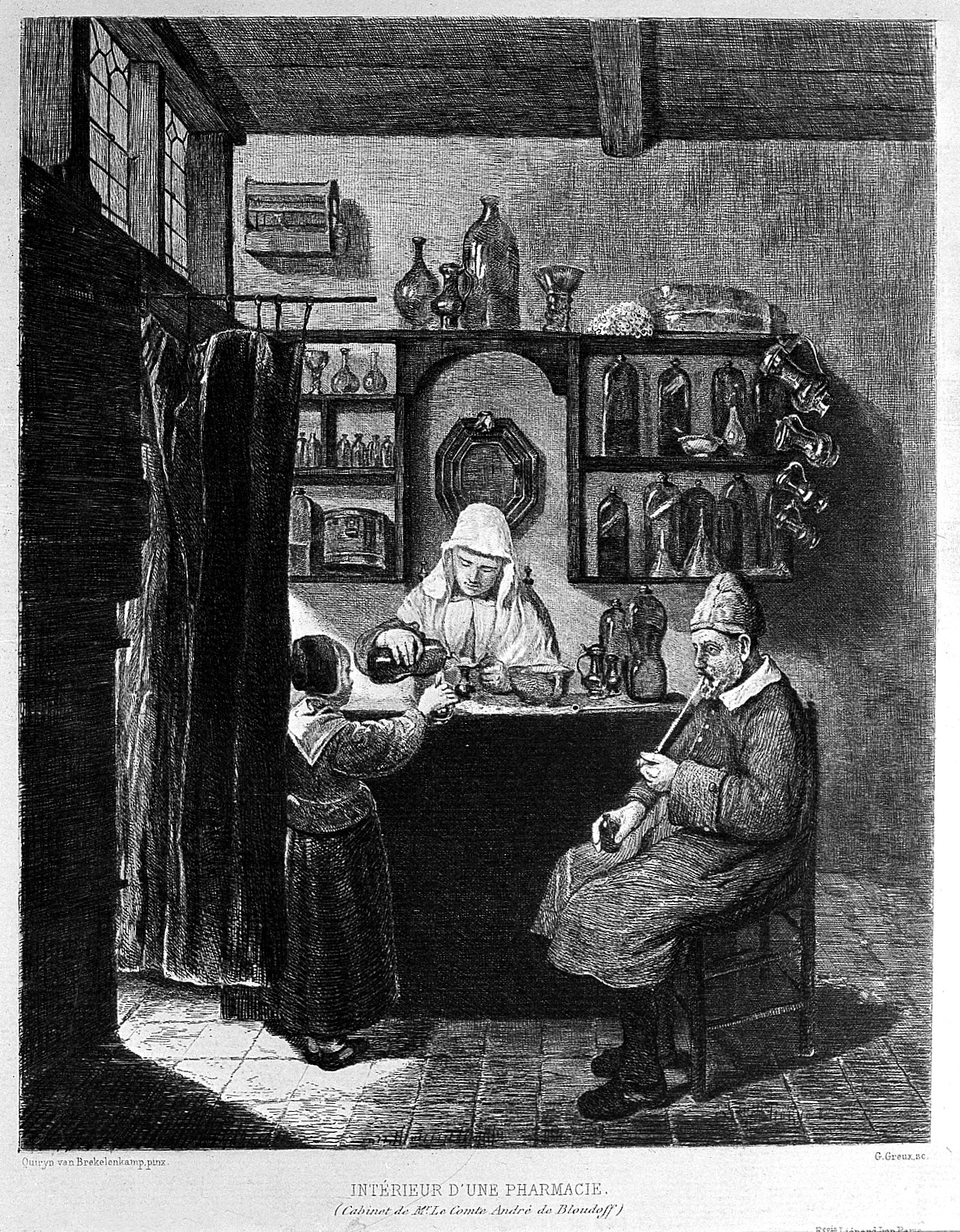
Uma farmacêutica preparando um remédio para um patrono

As farmácias são locais capazes de fornecer medicamentos e remédios para doenças. Esses medicamentos são normalmente feitos de “compostos e tônicos”. Esses produtos eram formados a partir de “ingredientes como água de rosas, lavanda, aveia, limão, amêndoa, flor de sabugueiro, água e até açúcar”. Esta prática é agora equivalente aos médicos e empresas farmacêuticas modernos.
Erculiani referia-se a si mesma como "speziala", que se traduz como “especiaria feminina”. Geralmente, isso reflete que ela era uma boticária de especiarias, "indicando aqueles que fabricavam e vendiam remédios botânicos e farmacêuticos (que muitas vezes incluíam especiarias)". Os primeiros farmacêuticos de especiarias modernos eram uma saída para compradores de remédios botânicos e farmacêuticos, vendendo doces, cosméticos, papel e medicamentos. Outros exemplos de produtos que você pode comprar em uma farmácia incluem ervas, frutas, óleos preciosos, resinas e perfumes de almíscar. A maioria das farmácias localizava-se em áreas que possuíam um pequeno terreno para a construção de uma horta, permitindo o acesso imediato ao cultivo de ervas e plantas para os remédios. As doenças típicas para as quais a população em geral procurava remédios eram "hidropisia, varíola, vermes, raquitismo, escorbuto, numerosos problemas de pele e gota (...)" Apesar de ter usado este título na introdução de seu trabalho publicado, Erculiani não foi um membro oficialmente listado da guilda dos boticários.
Erculiani trabalhou ao lado de seus maridos como farmacêutica praticante. No início da era moderna, era costume que as esposas dos comerciantes aprendessem o ofício dos seus maridos, uma vez que desempenhavam um papel fundamental na gestão dos negócios familiares. Ela mesma afirmou que seu conhecimento não vinha de nenhuma universidade, mas era resultado de uma compreensão e experiência inatas.
Erculiani era muito educada, apesar de afirmar o contrário — em suas obras, ela cita frequentemente Galeno e Aristóteles. Galeno foi um médico e filósofo grego que teve uma influência gigante na "teoria e prática médica" da época. Aristóteles foi um filósofo e cientista grego que debateu vários tópicos que vão da biologia à física. Ambos os filósofos acabaram tendo grande impacto na obra de Erculiani e na área boticária. A farmácia do início da era moderna era um local popular para difundir novas ideias, incluindo dissidência religiosa, e estava frequentemente em listas de vigilância durante a Inquisição. Isso indica a atmosfera de liberdade que Erculiani provavelmente experimentou em sua vida como boticária e o acesso que teve a novas ideias.
Ser farmacêutica estava associado à prática de uma determinada divisão da medicina. Dado que à maioria das mulheres desta época era negado o acesso à formação universitária, a aprendizagem era uma forma de adquirir as competências necessárias para exercer a profissão. É por isso que a maioria dos boticários eram mulheres. Além disso, tal como Erculiani, as viúvas tinham a opção de manter as suas lojas em funcionamento desde que outro homem assumisse a propriedade.
Embora a maioria dos farmacêuticos fossem mulheres, “não havia reconhecimento formal do trabalho feminino”, independentemente de trabalharem com pessoas familiares ou não. Acreditava-se que isso acontecia porque as mulheres tinham um status econômico e legal muito baixo. Isto indica que as mulheres não recebiam crédito pelo seu trabalho como boticárias, embora tivessem um papel gigante nessas lojas.
Ela usou os métodos de um boticário típico do século XVI. Os farmacêuticos medievais eram os “clínicos gerais” originais. Eles estavam fortemente envolvidos na distribuição de medicamentos e no fornecimento de aconselhamento médico. Esses métodos refletem práticas repassadas ao campo da Farmácia na Época Moderna.

### "Principia Philosophia"
Em sua obra “Principia Philosophia”, Erculiani aborda vários tópicos, ao mesmo tempo em que aborda repetidamente a inteligência e a verdadeira igualdade de habilidades que as mulheres possuem. Nenhum esforço é feito para esconder o gênero da pessoa a quem se destina este trabalho — de fato, isso é mencionado muito cedo no texto. Embora ela tenha afirmado no início do texto ser inculta e focar no raciocínio "inato", ela exibe sua compreensão de escritores importantes como Galeno e Aristóteles e sugere razões bem elaboradas para se desviar de seus ensinamentos há muito aceitos. Ela também é inconsistente em seu trabalho porque apoia continuamente a separação entre teologia e filosofia natural, ao mesmo tempo que frequentemente chega perto de conectar as duas. O formato deste trabalho como uma série de cartas talvez tenha tido o efeito de atenuar a realidade das declarações (anti-religiosas) que ela fazia.
A introdução de seu primeiro trabalho contém isenções de responsabilidade, observando que ela só publicou à força — outra pessoa ameaçou publicar seu trabalho com outro nome. Também nesta mesma seção, ela volta a focar em seus papéis de esposa e mãe. Este poderia ser um método para desviar as críticas. Ela parece ter considerado essas partes importantes de sua vida, mas não menos achava que as mulheres mereciam um lugar no domínio da ciência.
Além do conteúdo geral que discute as ciências naturais, seu trabalho contém quatro cartas. Duas dela para Giorgio Garnero, uma das respostas de Garnero e uma carta final dirigida a Martin Berzeviczy. O uso da escrita de cartas era uma técnica literária popular da época. Às vezes, cartas publicadas completas eram fabricadas apenas para publicação, ou cartas reais eram publicadas sem a permissão do remetente. Este método permitiu adicionalmente aos autores expor as opiniões do outro lado sem reivindicar apoio para elas, bem como criar um caminho claro para responder a cada ponto de possível crítica. Refletir sobre o passado também é uma forma de evitar as críticas e as consequências de coisas ditas no passado. Na resposta de Garnero, ele se refere aos argumentos de Erculiani como "dons do Espírito Santo", que a protegem ainda mais de problemas devido às suas opiniões reais. Sua carta continua a elogiá-la como uma influência positiva na ciência devido à sua devoção que traz pouco em troca (sem riqueza, fama ou dinheiro). Ele é, portanto, capaz de apoiar a credibilidade dela, ao mesmo tempo que fornece contrapontos aos seus argumentos.
Uma das grandes peças finais de seu trabalho focou na causa do grande dilúvio bíblico. Este foi um tema quente do século, pois muitos estavam preocupados com a possibilidade de outros fatores resultarem em outro. Erculiani tentou explicar a causa da mortalidade além do Pecado Original e associou-a ao dilúvio. Ela combina sua compreensão dos humores com a dos elementos encontrados na natureza da terra, da água e do ar. Os humores eram entendidos como ligados a um elemento e às condições atmosféricas, criando assim quatro humores principais: bile negra, bile amarela, sangue e catarro. Ao explicar um ciclo em que a morte do homem reabastece o elemento terra de volta ao planeta, ela postulou que existia um prejuízo no fornecimento de terra disponível para a Terra no momento do dilúvio. Este fator permitiu que o elemento água "assumisse o controle" e engolisse a terra. Esta explicação era contrária à apresentada por vários filósofos naturais da época, que explicaram que apenas a intervenção divina poderia causar outra inundação devido à "estase natural dos elementos". O foco em encontrar um raciocínio científico e natural para os eventos bíblicos foi muito importante durante este período. A compreensão dos elementos de Erculiani através de seu trabalho farmacêutico brilha nesta explicação em particular, e também mostra sua compreensão dos quatro pilares principais da teoria da medicina de Paracelus. Mais adiante no texto, ela novamente diverge das visões amplamente aceitas, desta vez, de Aristóteles com relação ao arco-íris.
A carta para Berzevczy foi redigida em resposta a uma acusação que ele fez a respeito dos escritos dela sobre o Dilúvio Bíblico. Ele considerou o trabalho dela não como seu, mas sim retirado dos escritos de outros. A sua resposta foi formatada de modo a demolir tal crítica na sua crença genuína na importância do pensamento crítico livre e frequente. Aqui, ao contrário do início de suas Cartas, ela discute a importância da leitura de obras de outros autores.
Seu trabalho desempenhou um grande papel no desafio tanto aos antigos conceitos científicos quanto ao lugar das mulheres na ciência. Há algumas evidências que sugerem que Erculiani escreveu mais do que sua obra mais famosa, mas ainda não foram redescobertas, pois se referem a outras obras atualmente desconhecidas.

## Influência

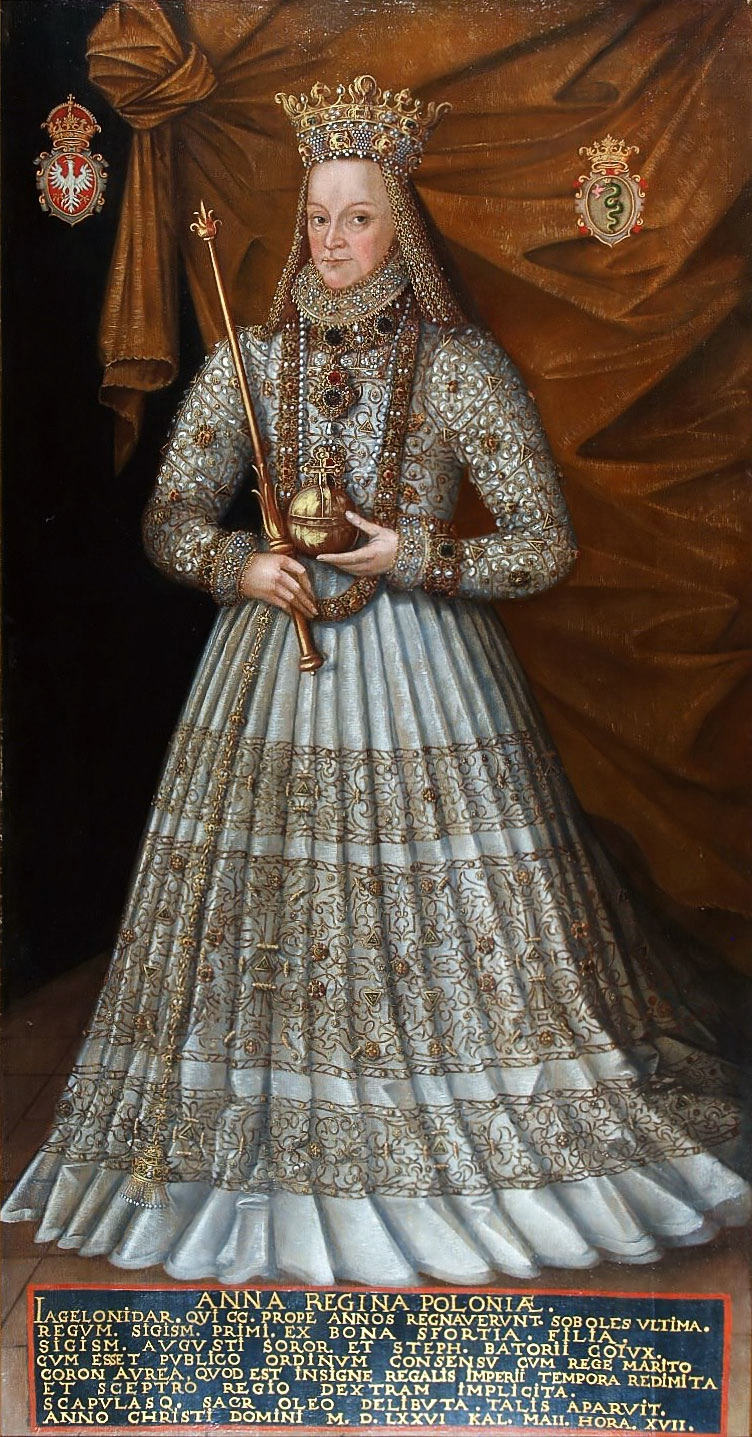
Obra de Erculiani foi dedicada a Ana Jagelão (imagem), Rainha da Polônia

A obra Cartas sobre Filosofia Natural (1584), de Camilla Erculiani, foi publicada e distribuída em Cracóvia, na Polônia, e dedicada a Ana Jagelão (1523–1596), rainha da Polônia. Com as suas fortes ligações familiares e intelectuais com a Itália, a Rainha Anna tinha a reputação de defensora das atividades educacionais das mulheres nas disciplinas científicas. Embora tenha havido um aumento de autoras envolvidas no debate científico durante o final do século XVI, a carta-tratado de Erculiani é provavelmente "o primeiro exercício publicado sustentado de escrita filosófica natural por uma mulher italiana". Dentro deste discurso científico, formado em uma coleção de quatro cartas, ela explorou teorias alternativas no domínio da filosofia natural. Erculiani questionou a doutrina científica e teológica estabelecida com vários debates sobre meteorologia, a posição de Vênus, astrologia, a causa científica do dilúvio bíblico, a medicina paracelsiana, a alquimia e a formação do arco-íris. Além disso, Cartas sobre Filosofia Natural serviu a um propósito adicional do que apenas explicar uma nova teoria científica, mas permitiu demonstrar que "as mulheres poderiam participar nos discursos da ciência e da filosofia como iguais aos homens".

As duas primeiras cartas do tratado de Ecruliani foram endereçadas a Giorgio Garnero (1550-1614), "um escritor médico da Borgonha", enquanto a terceira carta consistia nas respostas dele aos pontos de vista filosóficos dela.  Num trecho da carta de Erculiani a Garnero, ela especulou que o dilúvio bíblico ocorreu devido a um desequilíbrio entre a terra e o homem:
"[o dilúvio] ocorreu porque a presença dos homens na terra aumentou tanto em número, tamanho e duração de vida, que por volta da época do pecado, o elemento terra, que domina os homens, foi muito diminuído; nem foi reabastecido durante séculos, com o resultado de que [a terra] foi tão diminuída que foi necessariamente engolida pela água, que pouco contribuiu para [a composição dos] homens."
Mais tarde, Erculiani deu seguimento à declaração em sua quarta carta, dirigida ao "chanceler da Transilvânia" da Rainha Ana, Martin Berzevicy (1538-1596), que visitou Pádua em 1568. Ela expressou sua crença de que Deus e a natureza trabalham em uníssono: “é verdade que os doutores da Igreja e os teólogos divinos apresentaram diferentes causas e razões; mas para mim, basta dizer que Deus e a própria Natureza não contradizem essas causas, mas Ele faz uso dela em Suas obras." Erculiani também aproveitou a sua plataforma literária para defender o reconhecimento das mulheres como contribuidoras competentes para a comunidade científica. Ela foi provocada pela querrelle des femmes (debate sobre as mulheres): um debate literário e filosófico sobre as capacidades intelectuais das mulheres, que se concentrou fortemente nas mulheres da sua região. Este debate europeu, que durou desde o "período medieval até ao início da modernidade", cobriu múltiplas questões que vão desde o envolvimento das mulheres na política até ao valor e valor das mulheres na sociedade. Erculiani tornou-se uma forte defensora ao expressar a sua opinião sobre o debate, expressando que as mulheres têm as mesmas capacidades que os homens quando se trata de ciência. Erculiani explicou sua posição referindo-se a mulheres conhecidas que admirava:
"(...) não deixarei de trabalhar para recuperar a honra [mesmo] daquelas mulheres que a esqueceram, e talvez serei o catalisador para o redespertar do seu intelecto".
Além desta reação à querrelle des femmes, Erculiani apresentou seu livro com duas cartas introdutórias de dedicatória em defesa das mulheres. Na primeira, à rainha Ana da Polônia, ela escreveu: “Não sei que estrela maligna faz com que [os homens] se recusem a reconhecer a grandeza, exceto nas coisas que eles próprios realizam”. Na segunda, aos seus leitores, Erculiani afirmou: "Sem dúvida surpreenderá alguns que eu, uma mulher, tenha me proposto a escrever e publicar sobre um assunto que não pertence às mulheres (de acordo com o costume da nossa época); mas... você descobrirá que as mulheres não carecem das mesmas habilidades e virtudes que os homens."
Apesar do seu foco contínuo na igualdade entre homens e mulheres no intelecto, as próprias diferenças entre os dois sexos, tal como vistas pela sociedade, foram talvez o que a salvou da Inquisição. A Inquisição foi criada pela Igreja Católica para eliminar e infligir penas aos que cometem heresia em toda a Europa e nas Américas. Eles ficaram conhecidos por aplicar punições severas e inevitáveis. Embora Erculiani tenha chamado a atenção da Inquisição em diversas ocasiões, ela ainda conseguiu publicar seus escritos ao decidir publicar na Polônia em vez de na Itália. Isso permitiu que ela se tornasse uma das primeiras filósofas a dedicar um livro "às questões da filosofia natural e [promover] suas próprias teorias originais".